# Tony Lema
Tony Lema, född 25 februari 1934 i Oakland i Kalifornien, död 24 juli 1966 i Lansing utanför Chicago i Illinois, var en amerikansk professionell golfspelare.
När Lema var tre år gammal dog hans far och hans mor arbetade hårt under de fyra barnens uppväxt. Han började att spela golf som liten pojke men när han var 17 år tog han värvning i marinen och tjänstgjorde under Koreakriget. Efter att ha lämnat det militära 1953 fick han jobb som assistent åt en klubbprofessional på en golfklubb i San Francisco. Samtidigt arbetade han som diskare i en konservfabrik.
Han blev professionell 1955 och 1957 blev han medlem på den amerikanska PGA-touren. Han kämpade hårt de första åren men 1962 vände det och fram till 1966 vann han tio tourtävlingar, kom tvåa i elva och trea i fyra tävlingar. 1963 kom han tvåa i majortävlingen The Masters Tournament då han slutade ett slag efter Jack Nicklaus. Det året slutade han på fjärde plats i penningligan.
1964 vann han AT&T Pro-Am på Pebble Beach Golf Links i Kalifornien innan han samma år vann The Open Championship på Old Course i St Andrews. Lema spelade med det amerikanska Ryder Cup-laget 1963 och 1965.
Lemas smeknamn var Champagne Tony för sin vana att fira segrar med en flaska Champagne.
1966 flög han med sin fru Betty till en uppvisningsmatch i Chicago när deras chartrade plan fick slut på bränsle och havererade på det sjunde hålet på en golfbana i Lansing, Illinois. Samtliga fyra personer på planet omkom. Tony Lema och hans fru begravdes i Hayward i Kalifornien.
| Majorsegrare genom tiderna                                                                                   |             |           |               |                  |
| 200 olika spelare har vunnit i herrarnas majortävlingar. Tony Lema var den 113:e spelaren som vann en major. |             |           |               |                  |
| 1:a | 112:e       | 113:e     | 114:e         | 200:e            |
| Willie Park Sr                                                                                               | Ken Venturi | Tony Lema | Bobby Nichols | Louis Oosthuizen |
| Lista över golfens majorsegrare                                                                              |             |           |               |                  |